# وارتا بولسواویتسکا
وارتا بولسواویتسکا (به لاتین: Warta Bolesławiecka) یک روستا در لهستان است که در گمینا وارتا بولسواویتسکا واقع شده‌است.